# Gabriele Kuby
Gabriele Kuby (1944) è una critica letteraria tedesca.
Ha scritto un saggio, Harry Potter, bene o male?, in cui afferma che la serie di Harry Potter "corrompe il cuore dei giovani, impedendo loro di sviluppare il giusto senso del bene e del male, e quindi di nuocere al loro rapporto con Dio quando questo rapporto è ancora nella fase iniziale".
Nel marzo del 2003, dopo la pubblicazione del suo saggio, scrive una lettera all'allora cardinale Joseph Ratzinger, ed i due iniziano un breve carteggio nel quale sembra che il prelato incoraggi la Kuby ad illuminare la gente su Harry Potter e le sue sottili seduzioni negative.
Le lettere sono state tradotte e rese pubbliche dal sito di informazione canadese LifeSiteNews.com e possono essere lette su Diario.it.